# Altpreußische Monatsschrift
Die Altpreußische Monatsschrift war die Zeitschrift des Vereins für die Geschichte der Provinz Preußen (später: Ost- und Westpreußens) und der Königlichen Deutschen Gesellschaft zu Königsberg. Sie erschien von 1864 bis 1923.

## Erscheinen
Die Altpreußische Monatsschrift wurde mit dem Zusatz Der neuen Preußischen Provinzialblätter 4. Folge von Rudolf Reicke und Ernst Wichert 1863 in Königsberg i. Pr. gegründet. Sie erschienen ab 1864. In den Jahrzehnten davor waren die Preußischen Provinzialblätter (Vaterländisches Archiv für Wissenschaft, Kunst, Industrie und Architektur) in Königsberg erschienen. Die ersten vier Jahrgänge erschienen unter dem Titel Altpreußische Monatsschrift zur Spiegelung des provinziellen Lebens in Literatur, Kunst, Wissenschaft und Industrie. Sie erschien im Königsberger Verlag Thomas & Oppermann.
Mit dem 59. Jahrgang (= 125. Jahrgang der Provinzialblätter) 1922/23 wurde die Altpreußische Monatsschrift eingestellt. Als Fortsetzung erschienen die Altpreußischen Forschungen. Dieser Wechsel erfolgte im Rahmen der Umwandlung des Geschichtsvereins in die Historische Kommission für ost- und westpreußische Landesforschung. Die gelegentlich verwendete Doppelzählung der Jahrgänge resultiert aus der Addition der Bände der Preußischen Provinzialblätter bzw. ihrer Fortsetzungen.

## Inhalt
Gegenstand der Altpreußischen Monatsschrift waren Landeskunde und Geschichte der altpreußischen Provinzen, insbesondere zur Herrschaft des Deutschen Ordens.
Wichtige Autoren waren Emil Steffenhagen, Max Toeppen, Ernst Strehlke und der Historiker Max Perlbach.

## Altpreußische Bibliographie
Von 1864 bis 1890 und wieder ab 1896/97 enthielt die Altpreußische Monatsschrift die Altpreußische Bibliographie, die von 1891 bis 1895 als Beilage publiziert wurde.

## Neuausgaben
- Altpreußische Monatsschrift, 475 Mikrofiches. Harald Fischer Verlag, Erlangen 1991, ISBN 3-89131-039-0.